# Krajišnik (Gradiška)
Pour les articles homonymes, voir Krajišnik.
Krajišnik (en serbe cyrillique : Крајишник) est un village de Bosnie-Herzégovine. Il est situé dans la municipalité de Gradiška et dans la république serbe de Bosnie. Selon les premiers résultats du recensement bosnien de 2013, il compte 649 habitants.

## Démographie

### Évolution historique de la population dans la localité
| 1948 | 1953 | 1961 | 1971 | 1981 | 1991 | 2013 |
| ---- | ---- | ---- | ---- | ---- | ---- | ---- |
| -    | -    | 444  | 499  | 461  | 528  | 649  |

|  |